# لازانیا هرزه
لازانیا هرزه (به انگلیسی: Bitch Lasagna) (که در اصل دیس ترک تی-سریز نام داشت) یک ترانه از یوتیوبر سوئدی پیودی‌پای با همکاری تهیه‌کننده موسیقی هلندی Party In Backyard است. این ترانه در واکنش به پیش‌بینی‌ها مبنی بر اینکه تی-سریز از نظر تعداد مشترکین از پیودی‌پای پیشی می‌گیرد، منتشر شد. این ترانه یکی از اولین وقایع رقابت پیودی‌پای در مقابل تی-سریز بود که دو کانال برای حفظ مقام «پرمشترکت‌ترین کانال یوتیوب» به رقابت پرداختند.
برای اولین بار این آهنگ با یک موزیک ویدیوی در ۵ اکتبر ۲۰۱۸ منتشر شد و بعدها نام آن تغییر کرد و در ۶ نوامبر ۲۰۱۸ دوباره در پلتفرم‌های موسیقی منتشر شد. تا نوامبر ۲۰۲۱، این آهنگ بیش از ۲۹۷ میلیون بازدید در یوتیوب داشته و به یکی از پربازدیدترین ویدیوها در کانال پیودی‌پای تبدیل شد.

## زمینه

### پیودی‌پای در مقابل تی-سریز
در اواسط تا اواخر سال ۲۰۱۸، تعداد مشترکین لیبل موسیقی هندی تی-سریز به سرعت به تعداد مشترکین یوتیوبر سوئدی پیودی‌پای نزدیک می‌شد که در آن زمان، پیودی‌پای مقام «بیشترین تعداد مشترک» در یوتیوب را نیز داشت. در نتیجه، طرفداران، همراه با افراد مشهور و سایر کاربران یوتیوب، با تشویق دیگران به سابسکرایت کردن پیودی‌پای یا تی-سریز، حمایت خود را نشان دادند. در طول رقابت، هر دو کانال به سرعت تعداد قابل توجهی مشترک به دست آوردند و در عرض چند ماه از ۶۰ میلیون مشترک به ۱۰۰ میلیون مشترک رسیدند. این دو کانال در ماه فوریه، مارس، و سپس در آوریل ۲۰۱۹، زمانی که پیودی‌پای پایان رقابت را اعلام کرد، در تعدادی از موارد از نظر تعداد مشترکان از یکدیگر پیشی گرفتند و در نهایت تی-سریز پر مشترک‌شده‌ترین کانال یوتیوب شد.

### محتوا ترانه
عنوان ترانه به یک اسکرین شات از پیام‌رسان فیس‌بوک اشاره دارد که در ردیت وایرال شد، که در آن یک مرد هندی، به زبان انگلیسی شکسته، درخواست عکس‌های برهنه می‌کند و وقتی پیام‌هایش بی‌پاسخ می‌ماند، عبارت لازانیای هرزه را ارسال می‌کند. در این آهنگ، پیودی‌پای به تی-سریز و محتوای کانال آن توهین می‌کند، به کلیشه‌های معاصر هند اشاره می‌کند و شرکت را به استفاده از ربات اینترنتی جهت گرفتن مشترک جعلی متهم می‌کند.

## بازتاب‌ها

### مناقشه‌ها
همان‌طور که پوشش خبری پیودی‌پای در مقابل تی-سریز در رسانه‌ها افزایش یافت، سازمان‌های خبری «لازانیا هرزه» را به دلیل نقش آن در دشمنی پوشش دادند. مجله رولینگ استون گزارش داد که پیودی‌پای متهم به استفاده از توهین‌ها به هندوستان در این آهنگ شده‌است.

### مسدودیت در هند
در ۱۰ آوریل ۲۰۱۹، به دنبال انتشار دیس ترک دوم توسط پیودی‌پای به نام «تبریک»، ویدئو لازانیا هرزه در یوتیوب مسدود شد. تی-سریز اظهار داشت که این دو ترانه «افتراآمیز، تحقیرآمیز، توهین‌آمیز و زننده» هستند و شامل «کامنت‌های مکرر… توهین‌آمیز، مبتذل، و همچنین نژادپرستانه» هستند. دادگاه عالی دهلی علیه این دو آهنگ حکم صادر کرد و اشاره کرد که پیودی‌پای در ارتباط با تی-سریز پس از انتشار «لازانیا هرزه» از انتشار این ویدئو عذرخواهی کرده بود و «اطمینان داده بود که او [در حال] برنامه‌ریزی برای انتشار ویدیوهای دیگری نیست.»
در آگوست ۲۰۱۹، گزارش شد که تی-سریز و پیودی‌پای اختلافات حقوقی خود را خارج از دادگاه حل و فصل کرده‌اند.